# Habenaria periyarensis
Habenaria periyarensis là một loài thực vật có hoa trong họ Lan. Loài này được Sasidh., K.P.Rajesh & Augustine mô tả khoa học đầu tiên năm 1998.